# Peugeot Typ 129
Der Peugeot Typ 129 ist ein frühes Automodell des französischen Automobilherstellers Peugeot, von dem 1910 im Werk Lille 180 Exemplare produziert wurden.
Die Fahrzeuge besaßen einen Vierzylinder-Viertaktmotor, der vorne angeordnet war und über Kardan die Hinterräder antrieb. Der Motor leistete aus 3.054 cm³ Hubraum 16 PS.
Bei einem Radstand von 312,8 cm betrug die Spurbreite 140 cm. Die Karosserieformen Landaulet und Torpedo boten Platz für vier Personen.